# Заслуженный работник образования Украины
Заслуженный работник образования Украины (укр. Заслужений працівник освіти України) — государственная награда Украины — почётное звание, присваиваемое Президентом Украины согласно Закону Украины «О государственных наградах Украины».

## Положение о почётном звании
В соответствии с Положением о почётных званиях Украины, почётное звание «Заслуженный работник образования Украины» присваивается организаторам образования, работникам органов управления образованием и учебных заведений, педагогическим, научно-педагогическим работникам учебных заведений за значительные достижения в развитии образования, успехи в профессиональной деятельности, подготовке высококвалифицированных кадров.
Лица, представляемые к присвоению почётного звания «Заслуженный работник образования Украины», должны иметь высшее образование на уровне специалиста или магистра.
Присвоение почётного звания производится указом Президента Украины. Почётное звание может быть присвоено гражданам Украины, иностранцам и лицам без гражданства.
Присвоение почётного звания посмертно не производится.

## Описание нагрудного знака
- Нагрудный знак к почётному званию «Заслуженный работник образования Украины» аналогичен нагрудным знакам других почётных званий Украины категории «заслуженный».
- Нагрудный знак изготавливается из серебра.
- Нагрудный знак имеет форму овального венка, образованного двумя ветвями лавровых листьев. Концы ветвей внизу обвиты лентой. В середине венка помещен фигурный картуш с надписью «Заслужений працівник освіти». Картуш венчает малый Государственный Герб Украины.
- Лицевая сторона нагрудного знака выпуклая. Все изображения и надписи рельефные.
- На оборотной стороне нагрудного знака — застежка для прикрепления к одежде.
- Размер нагрудного знака: ширина — 35 мм, длина — 45 мм.